# 福岡県道255号山口行橋線
福岡県道255号山口行橋線（ふくおかけんどう255ごう やまぐちゆくはしせん）は、福岡県京都郡苅田町から行橋市に至る一般県道である。

## 概要
京都郡苅田町大字山口から行橋市大字草野に至る。
以前、終点は国道201号のみに接続していたが、2015年（平成27年）に新道が開通したことで国道201号および国道496号への接続が可能になった。

### 路線データ
- 起点：福岡県京都郡苅田町大字山口（福岡県道64号苅田採銅所線交点）
- 終点：福岡県行橋市大字草野（草野交差点、国道201号交点、国道496号起点）

## 路線状況

### 重複区間
- 福岡県道254号須磨園南原曽根線（京都郡苅田町大字鋤崎・帯田橋交差点 - 京都郡苅田町大字上片島・天神橋交差点、バイパス：京都郡苅田町大字下片島・猪熊北交差点）

### 道路施設

#### 橋梁
- 芝原橋（箕田川、京都郡苅田町）
- 天神橋（小波瀬川、京都郡苅田町）

## 地理

### 通過する自治体
- 京都郡苅田町
- 行橋市

### 交差する道路
| 交差する道路                               | 市町村名 | 市町村名 | 交差する場所 | 交差する場所      |
| ------------------------------------------ | -------- | -------- | ------------ | ----------------- |
| 福岡県道64号苅田採銅所線                   | 京都郡   | 苅田町   | 大字山口     | 起点              |
| 福岡県道254号須磨園南原曽根線 重複区間起点 | 京都郡   | 苅田町   | 大字鋤崎     | 帯田橋交差点      |
| 福岡県道254号須磨園南原曽根線 重複区間終点 | 京都郡   | 苅田町   | 大字上片島   | 天神橋交差点      |
| 福岡県道254号須磨園南原曽根線 重複区間終点 | 京都郡   | 苅田町   | 大字下片島   | 猪熊北交差点      |
| 国道201号 / バイパス                       | 京都郡   | 苅田町   | 大字下片島   | 猪熊交差点        |
| 福岡県道255号山口行橋線 / バイパス         | 行橋市   | 行橋市   | 行事8丁目    | 行事8丁目交差点   |
| 国道201号 国道496号                        | 行橋市   | 行橋市   | 大字草野     | 草野交差点 / 終点 |

### 沿線
- 苅田町立白川小学校
- 苅田町立片島小学校